# 資本自由化
資本自由化（しほんじゆうか）とは、資本移動を自由にする国際政策である。

## 概要
1950年代末に国際社会が保険の自由化を目標に立て、機関投資家をして戦後の国際経済を独占させた。1960年代に多国籍企業が台頭する形で資本自由化は現実化した。主にアメリカの多国籍企業が目立って世界へ進出したが、それは産業の空洞化を意味した。そこへロッキード事件がおこり、多国籍企業は国際世論に攻撃された。そこで機関投資家が多国籍企業の自律性を奪っていった。日本では旧財閥系の「持株機関」（持株会社の代わりとなる事業法人）が衰退していった。

## 日本の資本自由化

### 外資法の黙認
かつて日本では、外国による経済的な植民地支配への危惧から、外国資本の導入に今ほど積極的ではなかった。1950年に外資に関する法律（外資法）が制定され、日本国民の所得向上および雇用増進、国際収支の改善に資する投資に限って、外国資本の投資が認められたものの、その出資比率は50％以下に制限された。これは、日本国外から見れば、日本の産業と競合する業種については事実上の「原則禁止」措置と受け止められた。これをアメリカは黙認していた。重工業での競争力は日本に追いつかれていなかった。そして日本は合衆国の輸出する綿花の得意先だった。
1961年になって、円ベース株式取得制度が導入され、利益を外貨送金しないことを条件に、出資比率100%の子会社設置がようやく認められた（IBMによる日本IBMの完全子会社化は、この例である）。このような、国際収支の悪化を理由とする為替制限は、1964年にIMF8条国へ日本が参加したときに禁止された。

### OECD加盟と摩擦
日本はOECD加盟によって、資本外取引と資本移動の自由化を義務付けた「資本取引の自由化に関する規約」に加入することとなった。これを契機に、従来の「原則禁止」措置に対する国外からの批判が高まった。特にアメリカからの資本自由化要求は強く、1966年の第5回日米貿易経済合同委員会によって、日本は資本自由化を約束させられた。これに従って、1）1967年7月、2）1969年3月、3）1970年9月、4）1971年8月、5）1973年5月と5度に分けて、資本の自由化措置が実施された。これは、国内産業に打撃の少ない部門から徐々に開放するという方式であり、自動車産業などアメリカなどとの国際競争の激しい産業の資本自由化は、後回しにされた。
こうした動きはケネディ・ラウンドからの関税引き下げと共同し、ブレトン・ウッズ協定の延命に働いた。

### ユーロ債の時代
1980年には、外資法が廃止され、かわりに改正外為法及び外国貿易管理法が施行された。海外の機関投資家はユーロ円債を発行しだした。邦銀はインパクトローンを発行するようになった（インパクトローンとは使途無制限の外債のこと）。
1992年には、事前届出制から原則事後報告制となった。そして、1998年4月に施行された「外国為替及び外国貿易法」（改正外為法）によって、すべての資本取引にかかわる事前の許可・届出制度が廃止され、事後報告制となった。
金融ビッグバンは総仕上げであった。1997年、ストックオプションが機関投資家に系列株を買収する機会を与え、持株会社の解禁が買収株式によるコンツェルン化を可能にした。日本経済は機関化され、電力自由化を議論するまでになった。